# Gewone meidoornbloemgalmug
De gewone meidoornbloemgalmug (Dasineura oxyacanthae) is een muggensoort uit de familie van de galmuggen (Cecidomyiidae). De wetenschappelijke naam van de soort is voor het eerst geldig gepubliceerd in 1914 door Rübsaamen.